# Erik de Bruin
Erik de Bruin (Hardinxveld, 25 maggio 1963) è un ex discobolo e pesista olandese, medaglia d'argento ai Mondiali di Tokyo 1991.
Nel 1993 ha avuto una squalifica di 4 anni per doping dopo essere stato trovato positivo al testosterone.
È sposato con la nuotatrice irlandese Michelle Smith dalla quale ha avuto due figlie: Emma e Laura.

## Biografia
La sorella minore Corrie de Bruin è stata anch'essa una lanciatrice di peso e disco a livello olimpico.

## Doping
De Bruin venne trovato positivo ad un test antidoping nell'agosto 1993. Il campione prelevato rilevava un livello molto alto di testosterone e la presenza di tracce di hCG.
Nel novembre dello stesso anno la Commissione Disciplinare della Federazione Olandese di atletica leggera (KNAU) decise comunque di assolverlo per insufficienza di prove.
La Federazione internazionale di atletica leggera (IAAF) non ha però accettato questa sentenza squalificandolo dalle competizioni per quattro anni.

## Record nazionali
- Lancio del disco 68,12 m ( Sneek, 1º aprile 1991)[3]

## Palmarès
| Anno | Manifestazione   | Sede        | Evento           | Risultato | Prestazione | Note |
| ---- | ---------------- | ----------- | ---------------- | --------- | ----------- | ---- |
| 1981 | Europei juniores | Utrecht     | Getto del peso   | 8º        | 17,00 m     |      |
| 1981 | Europei juniores | Utrecht     | Lancio del disco | Bronzo    | 55,88 m     |      |
| 1984 | Giochi olimpici  | Los Angeles | Getto del peso   | 8º        | 19,65 m     |      |
| 1984 | Giochi olimpici  | Los Angeles | Lancio del disco | 9º        | 62,32 m     |      |
| 1986 | Europei          | Stoccarda   | Lancio del disco | 6º        | 64,52 m     |      |
| 1988 | Giochi olimpici  | Seul        | Lancio del disco | 9º        | 63,06 m     |      |
| 1989 | Europei indoor   | L'Aia       | Getto del peso   | 6º        | 19,71 m     |      |
| 1989 | Universiadi      | Duisburg    | Lancio del disco | Argento   | 64,40 m     |      |
| 1990 | Europei          | Spalato     | Lancio del disco | Argento   | 64,46 m     |      |
| 1991 | Mondiali         | Tokyo       | Lancio del disco | Argento   | 65,81 m     |      |

## Campionati nazionali
- 13 volte campione nazionale del getto del peso (1981/1993)
- 12 volte campione nazionale del lancio del disco (1981/1988, 1990/1993)
- 13 volte campione nazionale indoor del getto del peso (1981/1993)

## Riconoscimenti
- Erik de Bruin è stato premiato due volte con il premio di atleta olandese dell'anno KNAU a livello giovanile (Albert Spree-Beker) nelle edizioni del 1980 e del 1982.
- È stato insignito tre volte del titolo di atleta olandese dell'anno (KNAU): nel 1984, nel 1990 e nel 1991.